# 三國界碑
三國界碑（芬蘭語：Kolmen valtakunnan rajapyykki），是一個位於瑞典、挪威、芬蘭三國交界處的石碑，也是世界最北端的三國交界處。挪威和瑞典（當時芬蘭是瑞典一部分）在1751年確立國境。1809年瑞典將芬蘭割讓給俄羅斯。1897年，挪威和俄羅斯在此地豎立國界界碑。該地是瑞典最北端和芬蘭大陆部分的最西端。現在的紀念碑修建於1926年。